# Evropské dědictví
Evropské dědictví a s ním související Označení Evropské dědictví (anglicky European Heritage Label, francouzsky Label du patrimoine européen) je mezinárodní uznání udělované Evropskou unií těm památkám, budovám, muzeím, archivům, dokumentům nebo událostem, které jsou považovány za milníky při vytváření dnešní Evropy. Program je řízen Evropskou komisí.

## Historie

### Mezivládní iniciativa

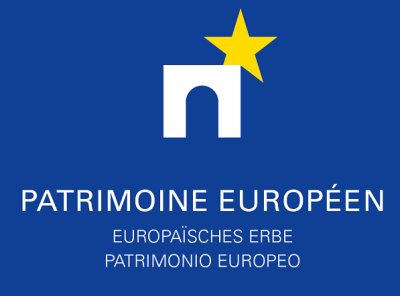
Starší logo mezivládního schématu

Projekt Označení Evropské dědictví byl zahájen jako mezivládní iniciativa mezi 17 jednotlivými členskými státy EU během setkání ve španělské Granadě 28. dubna 2006. Motivace pro vytvoření iniciativy zahrnovala referenda z roku 2005 ve Francii a Nizozemsku, což vedlo k tomu, že obě země neratifikovaly Evropskou ústavu. Hlavním cílem této iniciativy bylo identifikovat a označit místa, která hrála klíčovou roli při budování sjednocené Evropy a nahlížet na ně z evropského, nikoli národního hlediska.
Mezivládní iniciativa spojila členské a některé nečlenské státy EU, např. Švýcarsko. Agentury pro dědictví zúčastněných zemí udělily označení místům s přeshraničním nebo celoevropským významem. Jednotlivé země si zvolily vlastní kulturní památky, ať už fyzická místa, či nehmotné dědictví nebo tradice, tudíž kritéria pro označení se v každé zemi lišila. Do roku 2010 získalo mezivládní označení 64 lokalit v 18 zúčastněných zemích.

### Transformace v unijní iniciativu
Dne 20. listopadu 2008 přijala Rada závěry zaměřené na přeměnu mezivládní iniciativy na činnost Unie tím, že vyzvala Komisi, aby jí předložila návrh na vytvoření značky evropského dědictví ze strany Unie a upřesnila praktické postupy pro provádění projekt. Konala se veřejná slyšení a posouzení dopadů, což potvrdilo přidanou hodnotu zapojení EU. V roce 2010 Evropská komise oznámila plán celoevropského schématu známého jako Označení evropského dědictví, který byl 16. listopadu 2011 oficiálně zřízen.

## Označení evropského dědictví z roku 2013
V rámci nového Označení Evropského dědictví byly v roce 2013 označeny první čtyři lokality, v roce 2014 následovalo šestnáct dalších označení.
Kandidátská místa pro označení musí mít symbolický evropský význam a musí hrát významnou roli v historii a kultuře Evropy a/nebo budování Unie. Musí tedy prokázat jednu nebo více z následujících skutečností:
1. přeshraniční nebo celoevropská povaha: historický i současný vliv a význam přesahující hranice členského státu;
2. místo a role v evropské historii a evropské integraci a vazby na klíčové evropské události, osobnosti nebo hnutí;
3. místo a roli při rozvoji a podpoře společných hodnot, které jsou základem evropské integrace.[5]

Během fáze předběžného výběru mohou země EU vybrat až dvě místa každé dva roky, poté ve fázi výběru vybírá a monitoruje porotu skupina 13 nezávislých odborníků. Panel posoudí žádosti a doporučí Evropské komisi, kterým místům by měla být Označení udělena na základě stanoveného souboru kritérií. Kandidátské weby musí také předložit pracovní plán.[nedostupný zdroj]

## Účastnické země
Na programu se podílejí následující země:
- Belgie
- Bulharsko
- Česko
- Dánsko
- Estonsko
- Francie
- Chorvatsko
- Itálie
- Kypr
- Litva
- Lotyšsko
- Lucembursko
- Maďarsko
- Malta
- Německo
- Nizozemsko
- Polsko
- Portugalsko
- Rakousko
- Rumunsko
- Řecko
- Slovensko
- Slovinsko
- Španělsko
- Švýcarsko

## Držitelé označení
Místa, která v roce 2024 drží označení, jsou:

### Mezinárodní projekty
- Kolonie moderní architektury Werkbundu v Evropě (Rakousko, Česká republika, Německo, Polsko), [9]
- Cisterciácké klášterní krajiny (Cisterscapes) -síť 17 cisterciáckých klášterů v Evropě (Česko, Německo, Polsko, Rakousko, Slovinsko), (2023)[10]

### Belgie
- Mundaneum, Mons
- Bois du Cazier, Charleroi

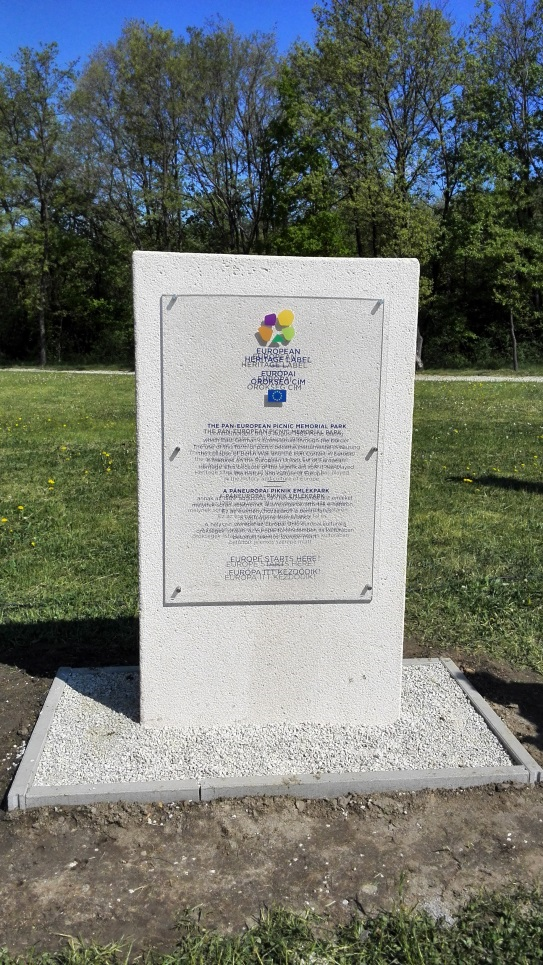
Označení Evropského dědictví

- Kolonie dobré vůle (Belgie a Nizozemsko, 2019)[11]
- MigratieMuseumMigration (MMM) (2021)[12]
- Královské divadlo Toone (Koninklijk Poppentheater Toone), Brusel (2023)[10]

### Bulharsko
- Thrácké umění ve východních Rodopech: Hrobka Aleksandrovo (2021)[13]

### Česko

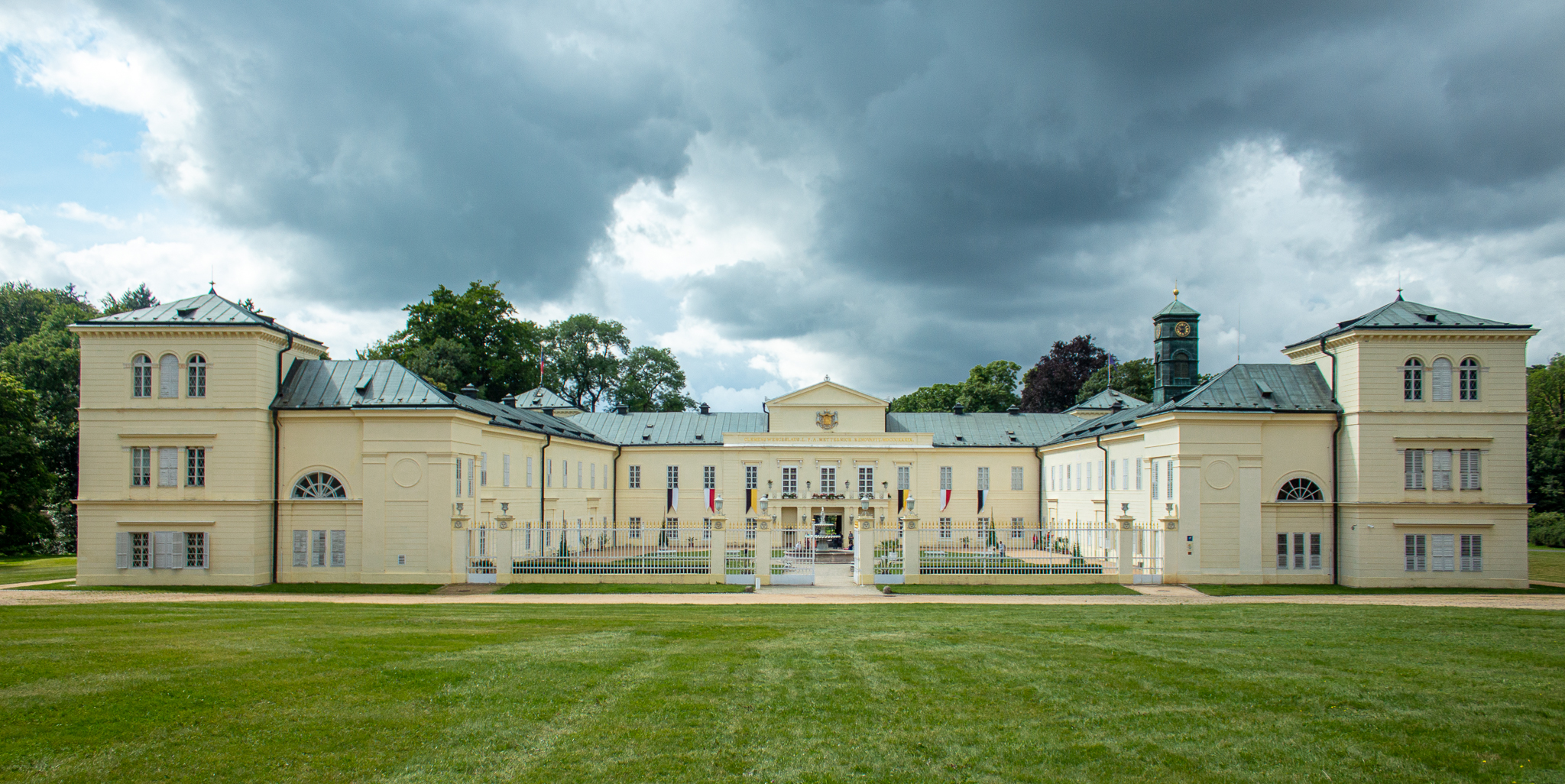
Metternichovský zámek Kynžvart

- Olomoucký přemyslovský hrad a Arcidiecézní muzeum, Olomouc
- Zámek Kynžvart – místo diplomatických setkání
- Funkcionalistická kolonie – Osada Baba (Praha), Kolonie Nový dům (Brno) jako součást Kolonií moderní architektury Werkbundu[9]
- Cisterciácké klášterní krajiny (Cisterscapes) - součástí tohoto souboru evropských klášterů jsou i kláštery na území České republiky: Klášter Plasy, Velehradský klášter, Vyšebrodský klášter, Žďárský klášter.[14]

### Estonsko
- Dům Velké hanzy (Tallinn), (2013)[15]
- Historický soubor Tartuské university, Tartu

### Finsko
- Univerzitní kampus Seminaarinmäki (2021)[16]
- Kalevala (2023)[10]

### Francie
- Opatství Cluny (2014)[17]
- Dům Roberta Schumana, Scy-Chazelles (2014)[18]
- Evropská čtvrť Štrasburk
- Bývalý koncentrační tábor Natzweiler-Struthof
- Památník Le Chambon-sur-Lignon

### Chorvatsko
- Archeologické naleziště, Krapina
- Muzeum a archeologické naleziště vučedolské kultury (2021)[19]

### Itálie
- Muzeum Casa Alcide de Gasperi, Pieve Tesino (2014)[20]
- Fort Cadine [21] Trentino
- Archeologická oblast Ostia Antica (2019)[22]
- Ventotene, Manifest z Ventotene (2021)[23]
- Památník Sant'Anna di Stazzema, (2023)[10]

### Litva

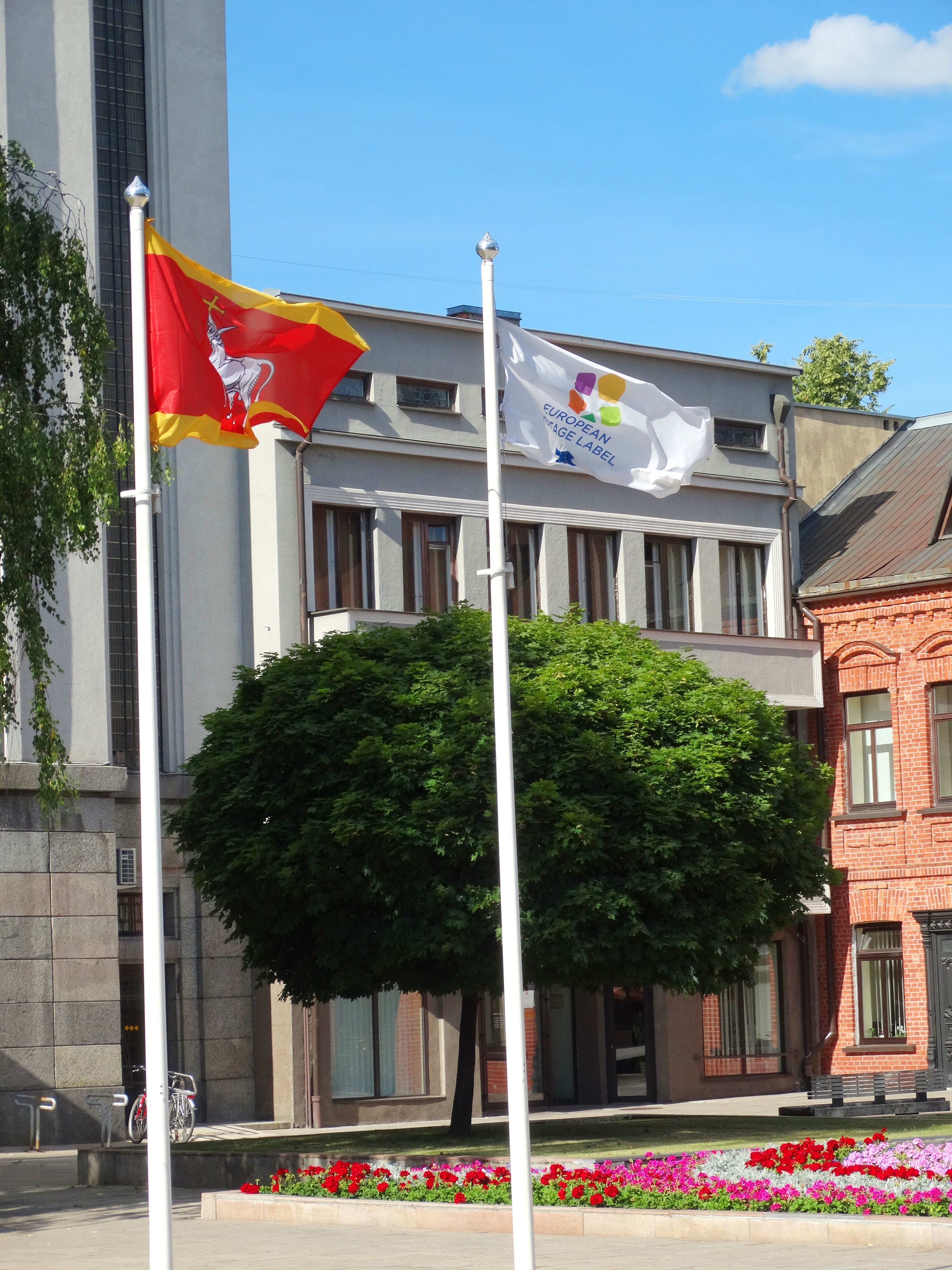
Vlajka označení evropského dědictví v Kaunasu, Litva

- Kaunas z let 1919–1940 (2014)[24]

### Lotyšsko

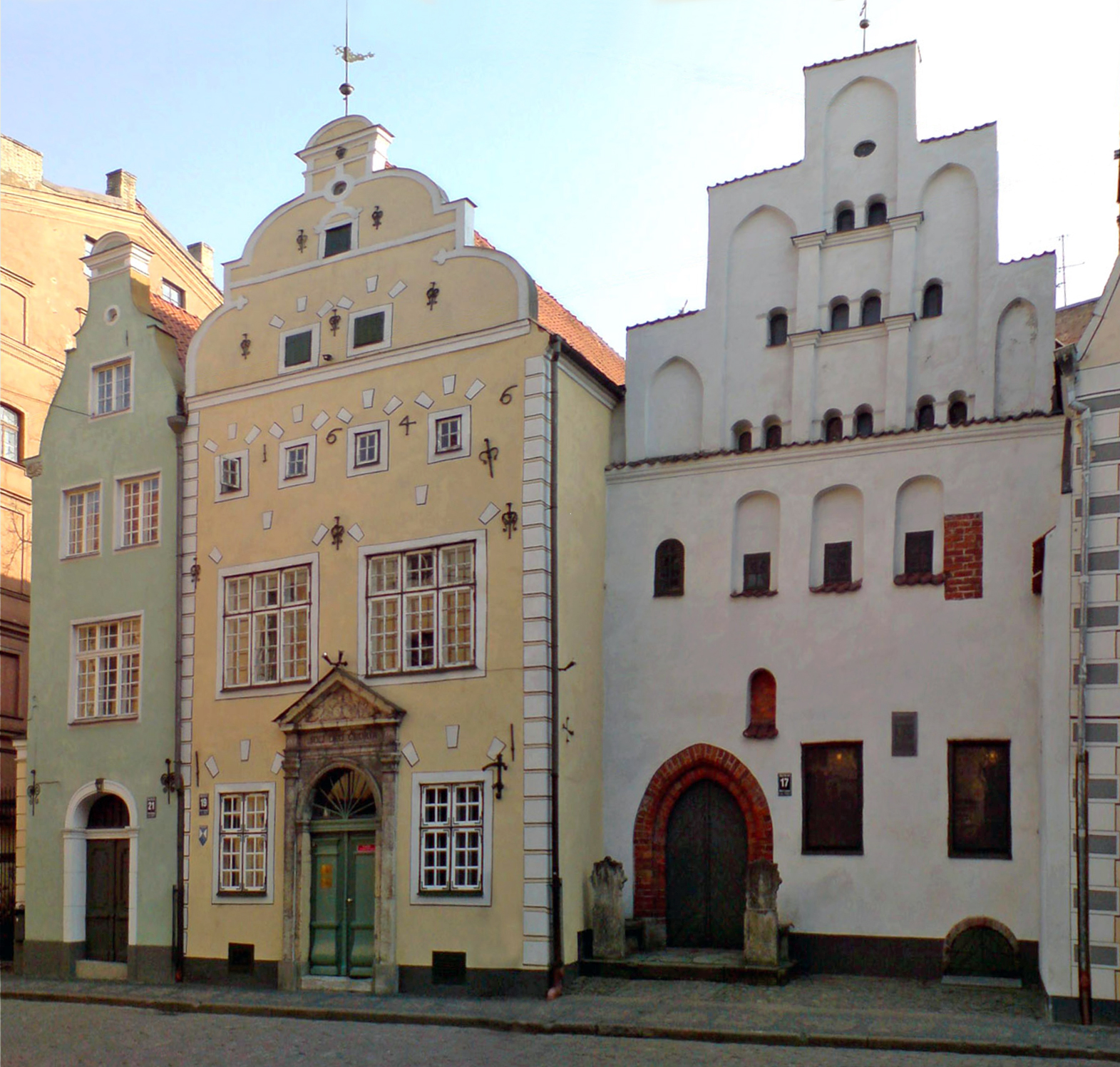
Tři bratři v Rize

- Tři bratři, Riga[25]
- Historické centrum Turaida (2021)[26]

### Lucembursko
- Obec Schengen, místo vzniku Schengenské dohody
- Odkaz sv.Willibrorda v Echternachu (2021)[27]

### Maďarsko
- Hudební akademie Ference Liszta, Budapešť
- Panevropský piknikový pamětní park, Šoproň (2014)[20]
- Velká synagoga v Budapešti
- Živé dědictví Szentendre (2019)[28]

### Německo
- Hrad Hambach (2014)[29]

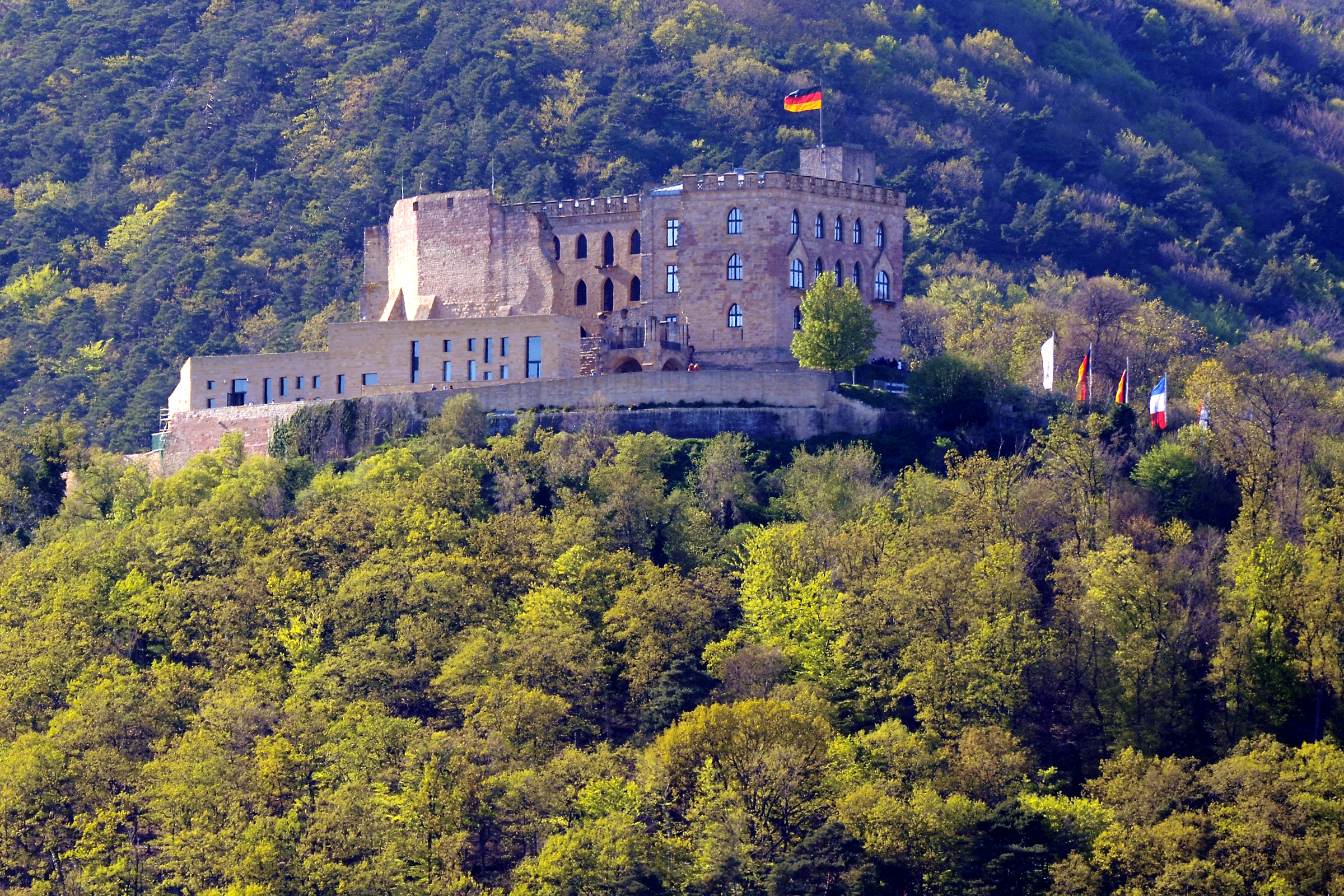
Hrad Hambach

- Münster a Osnabrück – místa vestfálského míru (2014)
- Památky lipského hudebního dědictví, Lipsko[30]
- Sídliště Weissenhof (Stuttgart) jako součást Kolonií moderní architektury Werkbundu[9]
- Oderbruch (2021)[31]

### Nizozemsko
- Internační tábor Westerbork (2013)[32]
- Palác míru, Haag (2013)[33]
- Maastrichtská smlouva
- Kolonie dobré vůle (Belgie a Nizozemsko, 2019)
- Muzeum tajného kostela Našeho Pána v podkroví (Museum Ons’ Lieve Heer op Solder), Amsterdam (2023)[10]

### Polsko

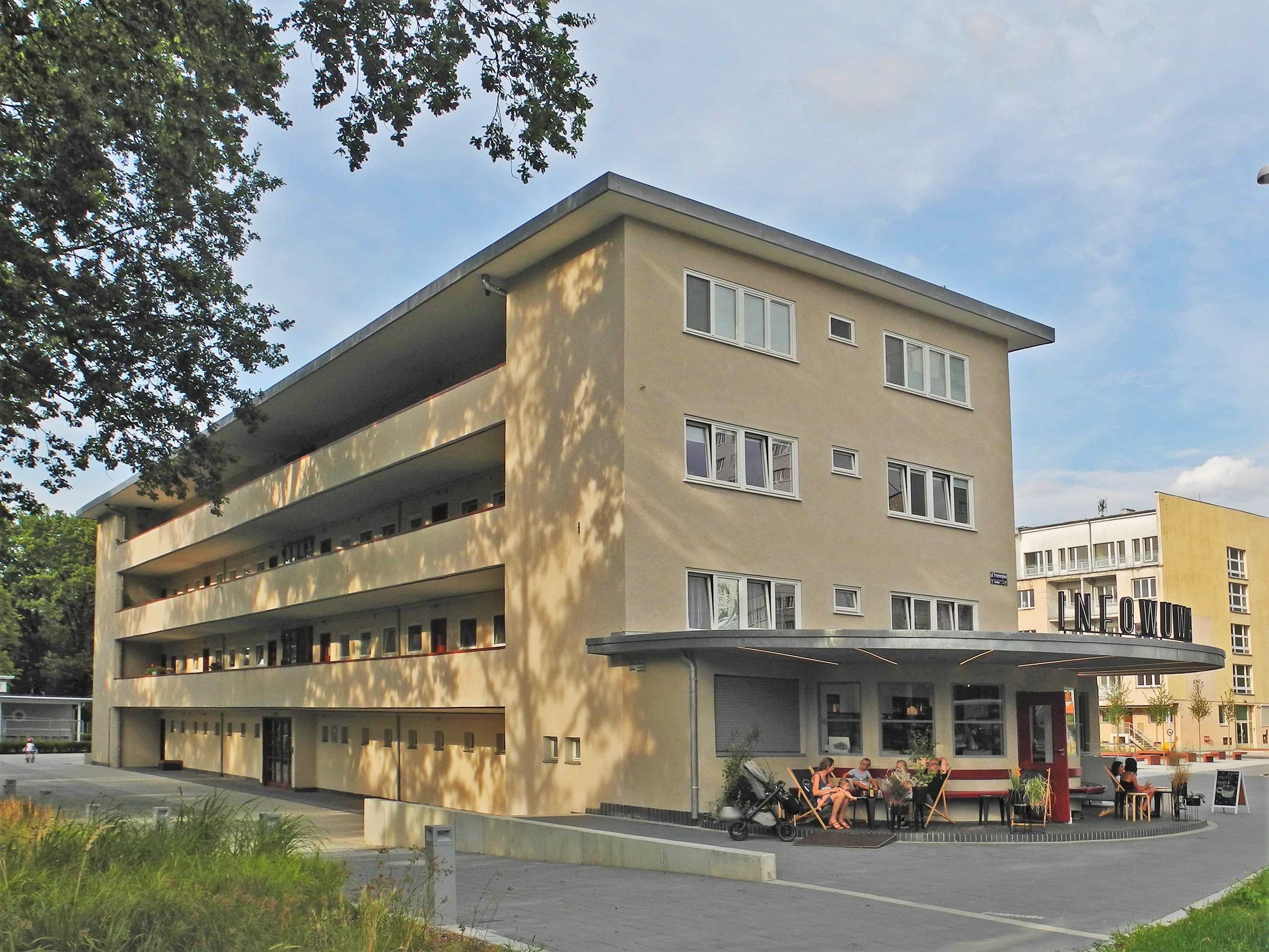
WUWA ve Vratislavi

- Evropské centrum Solidarity (Europejskie Centrum Solidarności), Gdaňská loděnice (2014)[34]
- Ústava ze 3. května 1791, Varšava (2014)[35]
- Lublinská unie (2014)[36]
- Hřbitov první světové války na východní frontě č. 123
- Památné místo v Łambinowicích
- Osada Werkbundu – WUWA (Vratislav) jako součást Kolonií moderní architektury Werkbundu[9]

### Portugalsko
- Listina zákona o zrušení trestu smrti (1867), Lisabon (2014)[37]
- Knihovna University Coimbra (2014)[38]
- Sagres Point
- Podmořské kulturní dědictví Azory (2019)[39]

### Rakousko
- Archeologický park Carnuntum (2013)[40]
- Císařský palác ve Vídni
- Osada Werkbundsiedlung Vídeň jako součást Kolonií moderní architektury Werkbundu[9]

### Rumunsko
- Památník Sighet
- Palác Dunajské komise (2021)[41]
- Rumunské athenaeum, Bukurešť, (2023)[10]

### Řecko
- Centrum starověkých Athén[42]
- Archeologické naleziště Nemea (2021)[43]

### Slovensko
- Kremnická mincovna
- Středověké nástěnné malby v regionech Gemer a Malohont (2021)[44]

### Slovinsko
- Partyzánská nemocnice Franja (2014)[45]
- Kostel svatého Ducha Javorca
- Zdravljica – poselství evropského jara národů

### Španělsko
- Archiv Aragonské koruny, Barcelona (2014)[46]
- Residencia de Estudiantes, Madrid (2014)[47]
- Důlní areál v Almadénu (2021)[48]
- Klášter sv. Jeronýma z Yuste, Cuacos de Yuste (2023)[10]

### Švýcarsko
- Osada Neubühl, (Curych) jako součást Kolonií moderní architektury Werkbundu, tato osada byla přidána dodatečně.[49]

## Logo
Logo nového European Heritage Label bylo vybráno na základě soutěže z roku 2012.
Samotná etiketa je oceněna jako velká plaketa s nápisem v národním jazyce a v angličtině a malá plaketa pouze s logem. Všechny velké plakety obsahují společný prvek: „Je uveden na seznamu evropských unijních památek evropského dědictví, protože hraje významnou roli v historii a kultuře Evropy.“